# Carlo Borghesio
Carlo Borghesio (Torino, 24 giugno 1905 – Torino, 12 novembre 1983) è stato un regista, sceneggiatore e montatore italiano.

## Filmografia

### Regia e sceneggiatura
- Il campione (1943)
- Due cuori (anche montaggio) (1943)
- Come persi la guerra (1947)
- L'eroe della strada (1948)
- Come scopersi l'America (1949)
- Capitan Demonio (1949)
- Gli angeli del quartiere (1952)
- La corda d'acciaio (1954)

### Regia
- Due milioni per un sorriso (1939) co-diretto con Mario Soldati
- Il peccato di Rogelia Sanchez (1940)
- Il vagabondo (1941)
- Aldo dice 26x1 (co-regia con Fernando Cerchio) (1945)
- Il processo delle zitelle (1945)
- Porte chiuse (co-regia con Fernando Cerchio) (1945)
- Il monello della strada (1951)
- Napoleone (1951)
- I due compari (1955)

### Sceneggiatura
- La mazurka di papà, regia di Oreste Biancoli (1938)
- Tutto per la donna (1940)